# San Ildefonso
För andra betydelser, se San Ildefonso (olika betydelser).
San Ildefonso (Bayan ng San Ildefonso) är en kommun i Filippinerna. Kommunen ligger på ön Luzon, och tillhör provinsen Bulacan. Folkmängden uppgår till 79 956 invånare.

## Barangayer
San Ildefonso är indelat i 36 barangayer.
| - Akle - Alagao - Anyatam - Bagong Barrio - Basuit - Bubulong Munti - Bubulong Malaki - Buhol na Mangga - Bulusukan - Calasag - Calawitan - Casalat | - Gabihan - Garlang - Lapnit - Maasim - Makapilapil - Malipampang - Matimbubong - Nabaong Garlang - Palapala - Pasong Bangkal - Pinaod - Poblacion | - Pulong Tamo - San Juan - Santa Catalina Bata - Santa Catalina Matanda - Sapang Dayap - Sapang Putik - Sapang Putol - Sumandig - Telapatio - Upig - Umpucan - Mataas na Parang |

## Bildgalleri

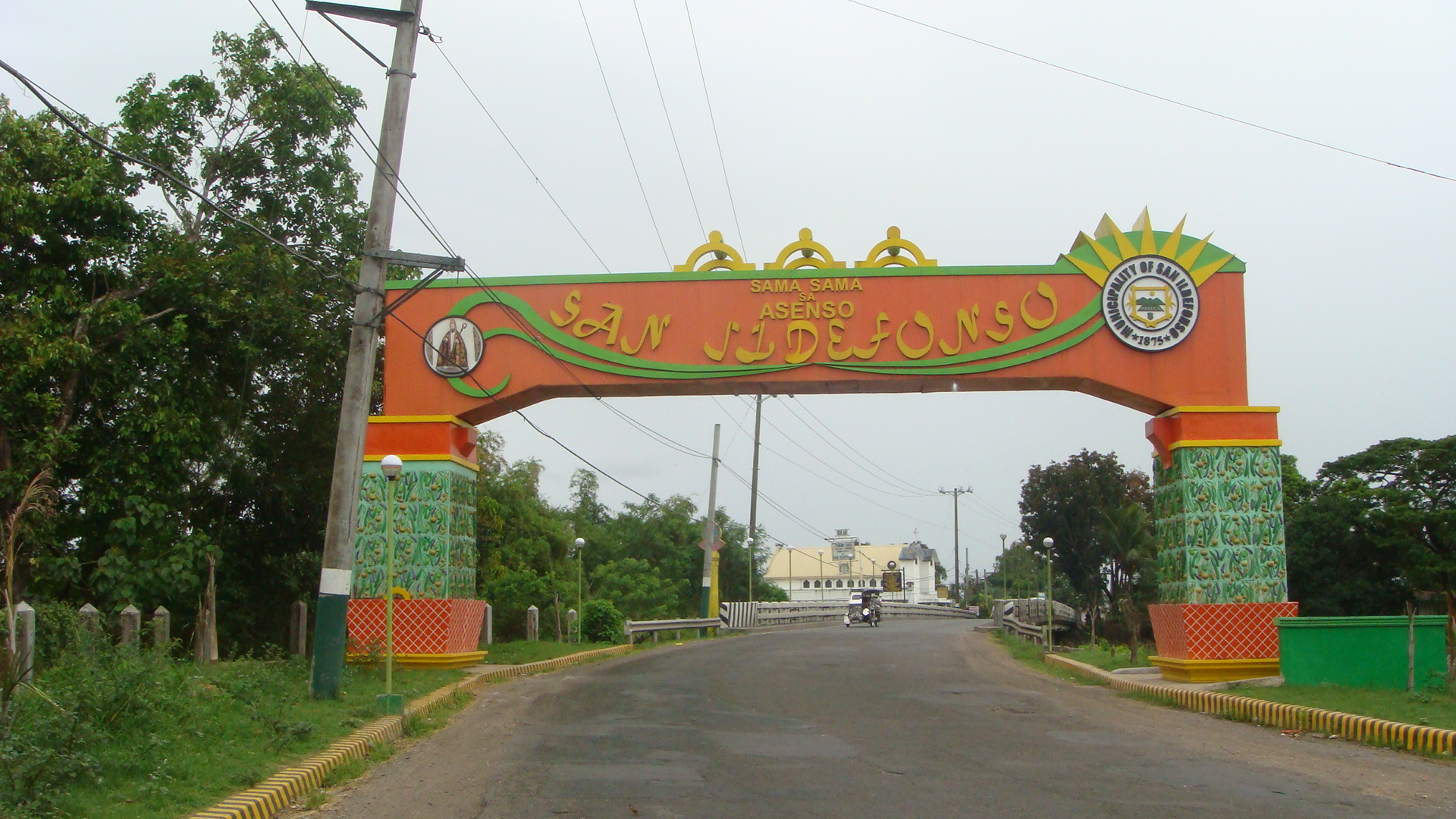
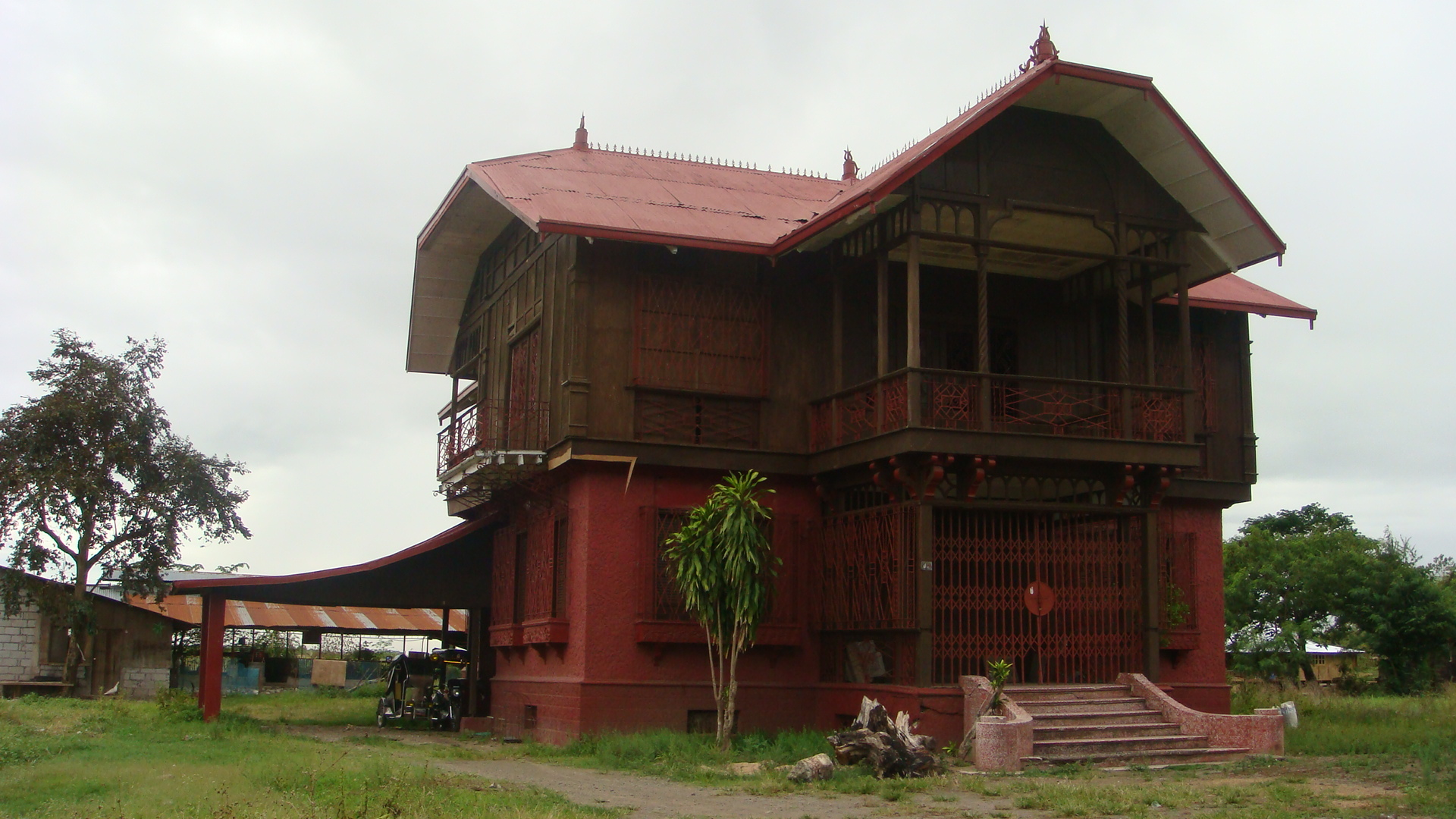
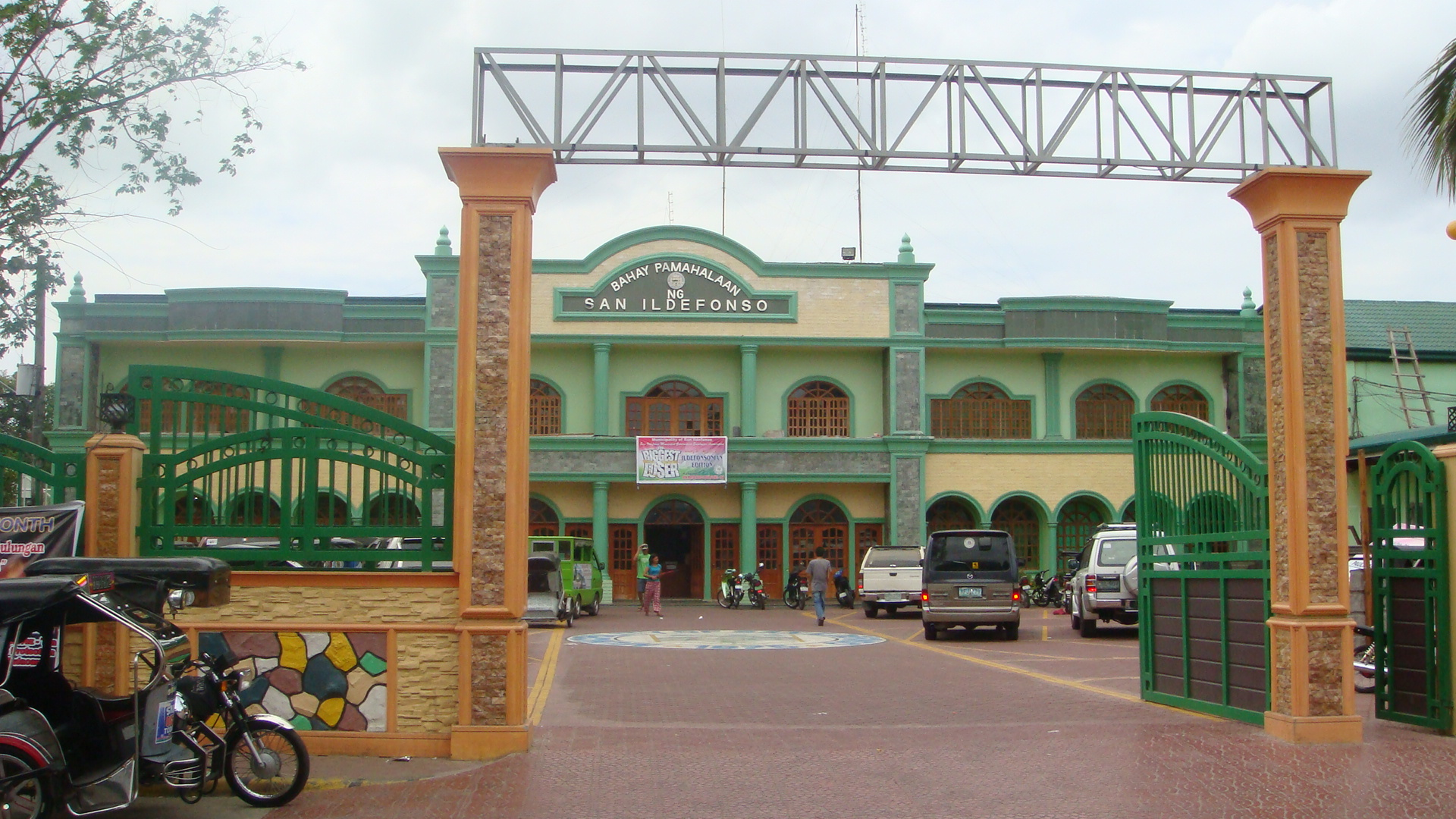
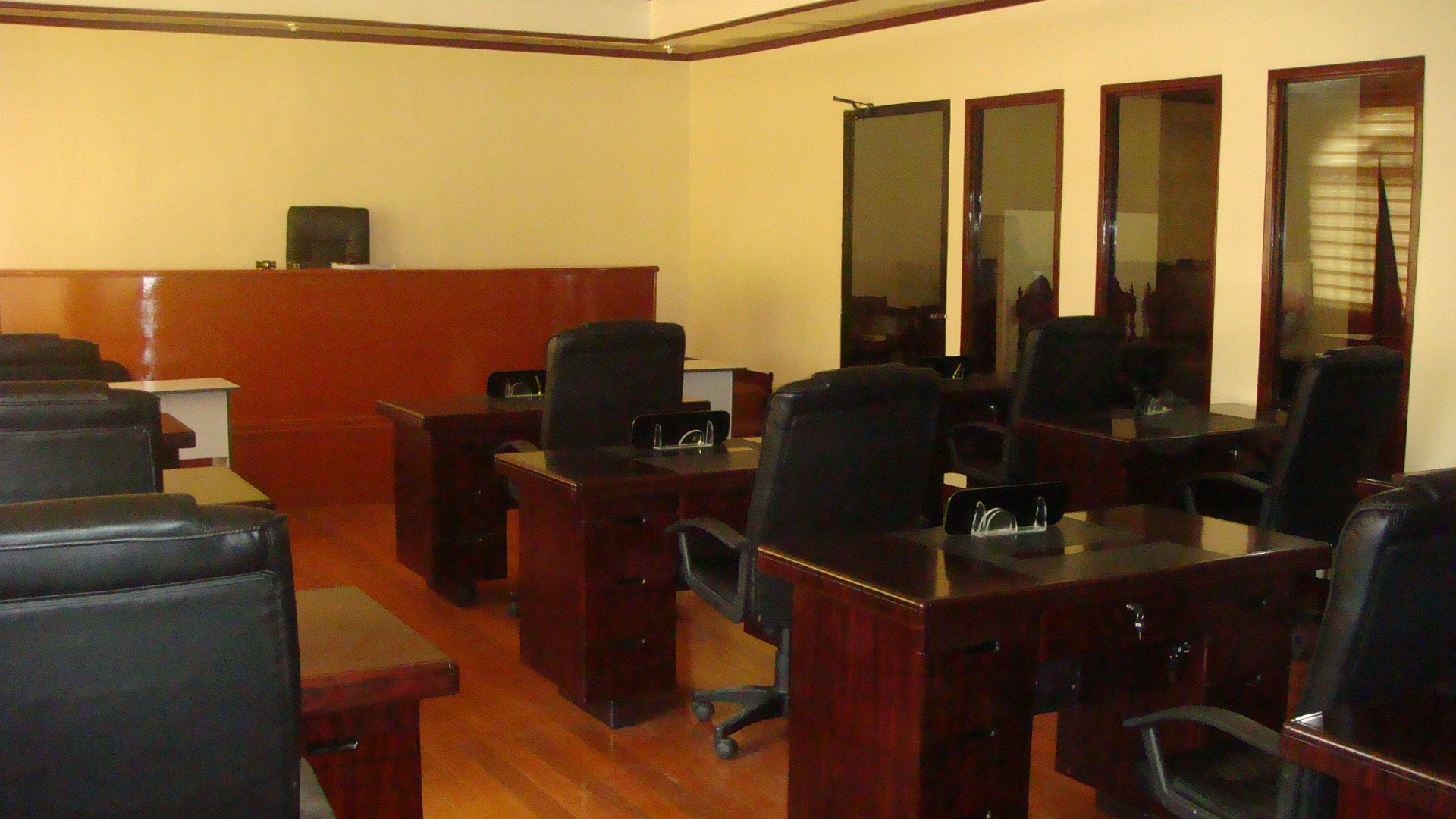